# Wanda Półtawska
Wanda Wiktoria Półtawska (2 tháng 11 năm 1921 – 25 tháng 10 năm 2023) là bác sĩ người Ba Lan. Bà bị bắt vào tháng 2 năm 1941 và bị buộc tội hỗ trợ phong trào kháng chiến Ba Lan, bị đẩy vào trại tập trung Ravensbrück, ngay phía bắc Berlin. Bà là vật thử nghiệm trong các thí nghiệm y tế khác nhau của Đức Quốc xã. Bà bị nhốt 4 năm trong trại giam, trong thời gian này bà viết về những trải nghiệm của mình. Bà kết hôn và có 4 người con.
Theo Reuters và một số các báo chí khác cho biết bà qua đời ở Kraków vào ngày 25 tháng 10 năm 2023, ngay trước sinh nhật lần thứ 102 của mình.

## Cuộc đời và sự nghiệp
Cuốn hồi ký của Wanda Półtawska về cuộc sống và điều kiện của những người phụ nữ bị giam giữ trong trại đã cung cấp tài liệu cho nhà văn Insa Eschebach viết sách Ravensbrück : The Cell Building. Trong thời gian bị giam giữ, bà quyết định rằng nếu còn sống sót, bà sẽ trở thành một bác sĩ. Sau khi được tự do, bà theo học ngành y khoa tại Đại học Jagiellonia năm 1951 và lấy bằng tiến sĩ tâm thần học năm 1964. Bà đã tiến hành nghiên cứu trên "những đứa trẻ Auschwitz" (những người đã phải sống các trại tập trung khi còn nhỏ). Năm 1967, bà tổ chức thành lập Viện Thần học Gia đình tại Học viện Thần học Giáo hoàng ở Kraków và quản lý viện trong 33 năm. Từ năm 1981 đến năm 1984, bà là giảng viên tại Đại học Giáo hoàng Lateran ở Rôma.

## Tín đồ Công giáo La Mã
Półtawska là một tín đồ Công giáo La Mã trung thành và đã cộng tác với đồng hương của mình là Giáo hoàng Gioan Phaolô II. Năm 1962, khi Półtawska mắc bệnh ung thư và nói rằng mình chỉ còn sống được 18 tháng. Dưới sự giúp đỡ, hỗ trợ của Đức Giáo hoàng (lúc đó là Giám mục Wojtyła), tu sĩ Padre Pio cầu nguyện cho Półtawska. Sau đó, khối ung thư của bà không còn phát triển, được cho là đã biến mất và không cần phẫu thuật để loại bỏ khối ung thư nữa. Đây là một trong những điều kì lạ mà nhờ đó Đức Giáo hoàng tuyên thánh cho Padre Pio vào năm 2002.